# Metacognitieve training
Metacognitieve training is een vorm van cognitieve gedragstherapie voor mensen met schizofrenie of een andere psychotische stoornis. Metacognitieve training richt zich op denkfouten of denkprocessen die een invloed hebben op psychotische denkstoornissen (vooral wanen).

## Doel
Het doel van metacognitieve training is patiënten bewust maken van denkfouten of cognitieve tendensen en hen stimuleren om deze kennis toe te passen in het dagelijks leven. Op deze manier hoopt men de psychotische denkstoornissen te kunnen verminderen.

## Naam
De term “metacognitieve” betekent dat het gaat om het leren “denken over het denken”, leren kijken naar hoe men denkt (zie ook metacognitie). De term “training” wijst naar de manier waarop het geleerd wordt: via een training waarbij verschillende aspecten systematisch geoefend worden.

## Bredere toepassing
Vormen van metacognitieve training worden ook in andere settings gebruikt om personen te leren kijken naar hun manier van denken of leren. Bijvoorbeeld in het onderwijs werden toepassingen beschreven. Deze training staat los van de hier beschreven metacognitieve training.

## Ontstaan
De metacognitieve training voor schizofrenie is uitgewerkt en beschikbaar sinds 2005. De training werd ontwikkeld door de onderzoeksgroepen rond Steffen Moritz (Duitsland) en Todd Woodward (Canada). Ze deden eerst jarenlang basisonderzoek naar cognitieve tendensen bij psychose en gingen dan op zoek naar manieren om deze te veranderen.

## Cognitieve tendensen
Vijf cognitieve tendensen of tekorten worden belangrijk gevonden bij personen met een psychotische stoornis (vooral bij wanen). Aan deze vijf wordt in verschillende modules gewerkt binnen de metacognitieve training.
- Overhaaste conclusies (“jumping to conclusions”): de tendens om te snel stellige conclusies te trekken op basis van weinig informatie.
- Minder integreren van ontkrachtende informatie (“bias against disconfirming evidence”): onjuiste interpretaties worden minder snel bijgesteld op basis van informatie die de eigen interpretatie onwaarschijnlijk maakt.
- Problemen met de theory of mind: moeilijkheden om een correcte voorstelling te maken van het denken en voelen van anderen, verminderd inlevingsvermogen, minder goed kunnen herkennen van emoties en problemen met het sociaal redeneren.
- Tendensen in het beoordelen van het eigen geheugen (“metageheugen”): te sterk overtuigd zijn van de juistheid van eigen antwoorden.
- Externe attributiestijl en zelfwaardegevoel: de oorzaak van gebeurtenissen wordt meer bij anderen gelegd dan bij zichzelf. Hierdoor blijft het zelfwaardegevoel hoger. Inzicht kan leiden tot een lager zelfwaardegevoel.

## De training
De metacognitieve training is een groepstraining in 8 modules (sessies van 45 à 60 minuten). Van iedere module zijn twee parallelsessies beschikbaar: ze behandelen dezelfde thema’s, maar met andere voorbeelden en oefeningen. Iedere module richt zich op een specifieke cognitieve tendens:
- Module 1: attributiestijl
- Module 2: Overhaaste conclusies I
- Module 3: Veranderen van overtuigingen
- Module 4: Inlevingsvermogen I
- Module 5: Verhoogde zekerheid bij geheugenfouten
- Module 6: Inlevingsvermogen II
- Module 7: Overhaaste conclusies II
- Module 8: Eigenwaarde en stemming

Het volledige materiaal is in het Nederlands vertaald en gratis beschikbaar (zie externe link).

## Resultaten
Enkele studies tonen aan dat metacognitieve training positieve effecten kan hebben op de cognitieve tendensen en, belangrijker, ook op de psychotische symptomen. Of deze effecten langdurig zijn, is nog niet duidelijk.